# Croix Verte (Nesles-la-Vallée)
Pour les articles homonymes, voir Croix verte.
La croix Verte est une croix de chemin de Nesles-la-Vallée, en France.

## Description
La croix se situe sur la commune de Nesles-la-Vallée dans l'est du Val-d'Oise, à 200 m à l'est du village sur le trajet du GR 1, à l'intersection du chemin des Bourbottes et de la sente au Beurre. Une autre croix, la croix des Friches, s'élève à 500 m à l'est, en suivant la sente au Beurre.
Il s'agit d'une petite croix pattée en calcaire. Ses deux bras horizontaux et son bras supérieurs sont étroits au niveau du centre, évasés à leur périphérie, à la manière d'une croix de Malte. Le bras inférieur est d'égale largeur et sert de fût à la croix, laquelle repose sur un petit socle carré. 

## Historique
La croix Verte date du XIIe siècle. Les croix pattées sont considérées comme emblématiques du Vexin français, bien qu'il n'en subsiste plus que 17 ou 18 sur le territoire de cette région,.
La croix Verte est classée au titre des monuments historiques le 21 février 1907,. Elle est volée le 19 septembre 1966 : la croix actuelle est une reproduction.